# Wely
Wely is een buurtschap in de Nederlandse gemeente Neder-Betuwe, gelegen in de provincie Gelderland. De plaats ligt in het oosten van de gemeente tussen Dodewaard en Andelst.
In Wely stond het middeleeuwse kasteel de Toren van Wely.